# Friedrich zu Schaumburg-Lippe

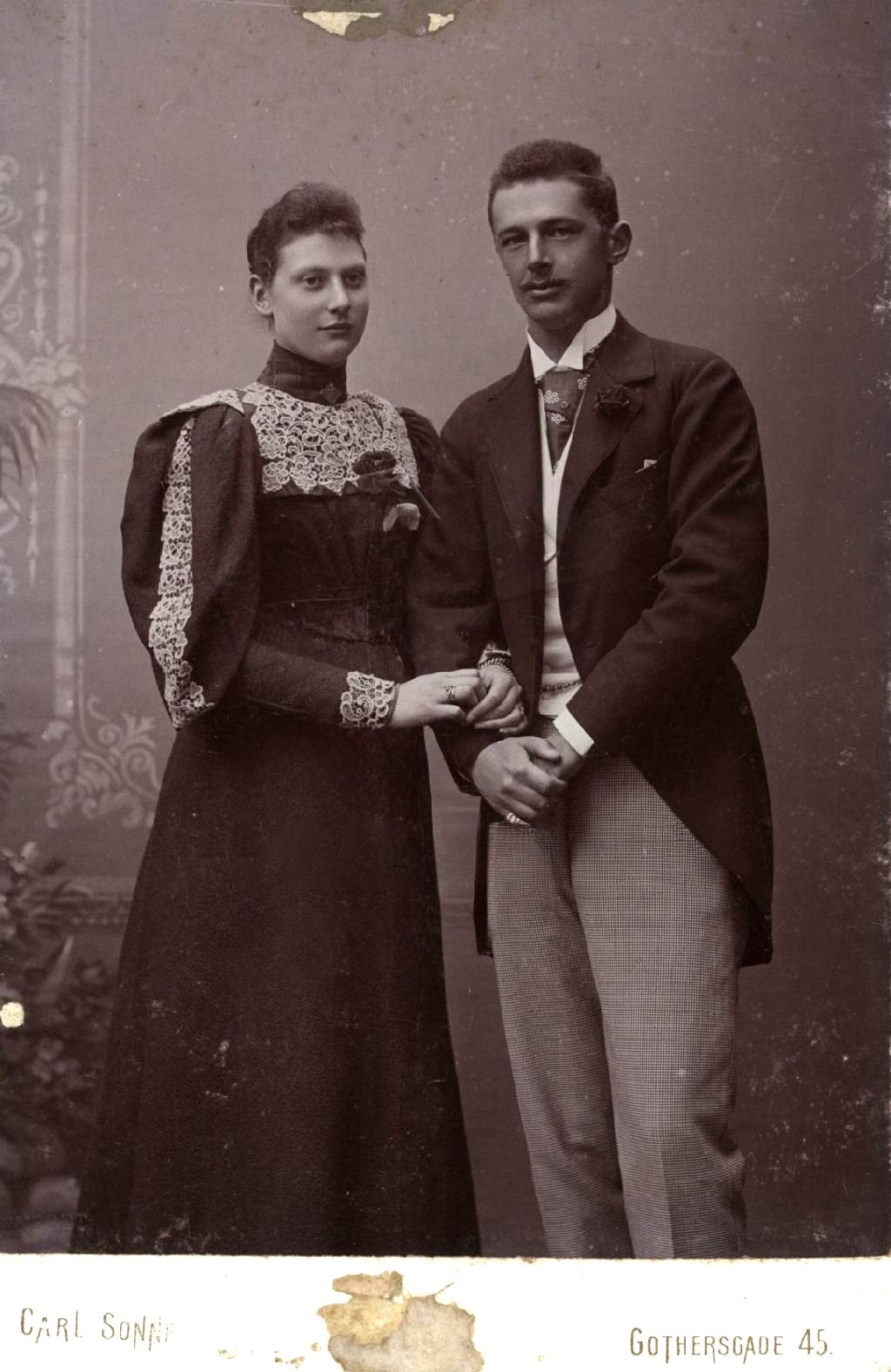
Prinz Friedrich im Jahr 1896

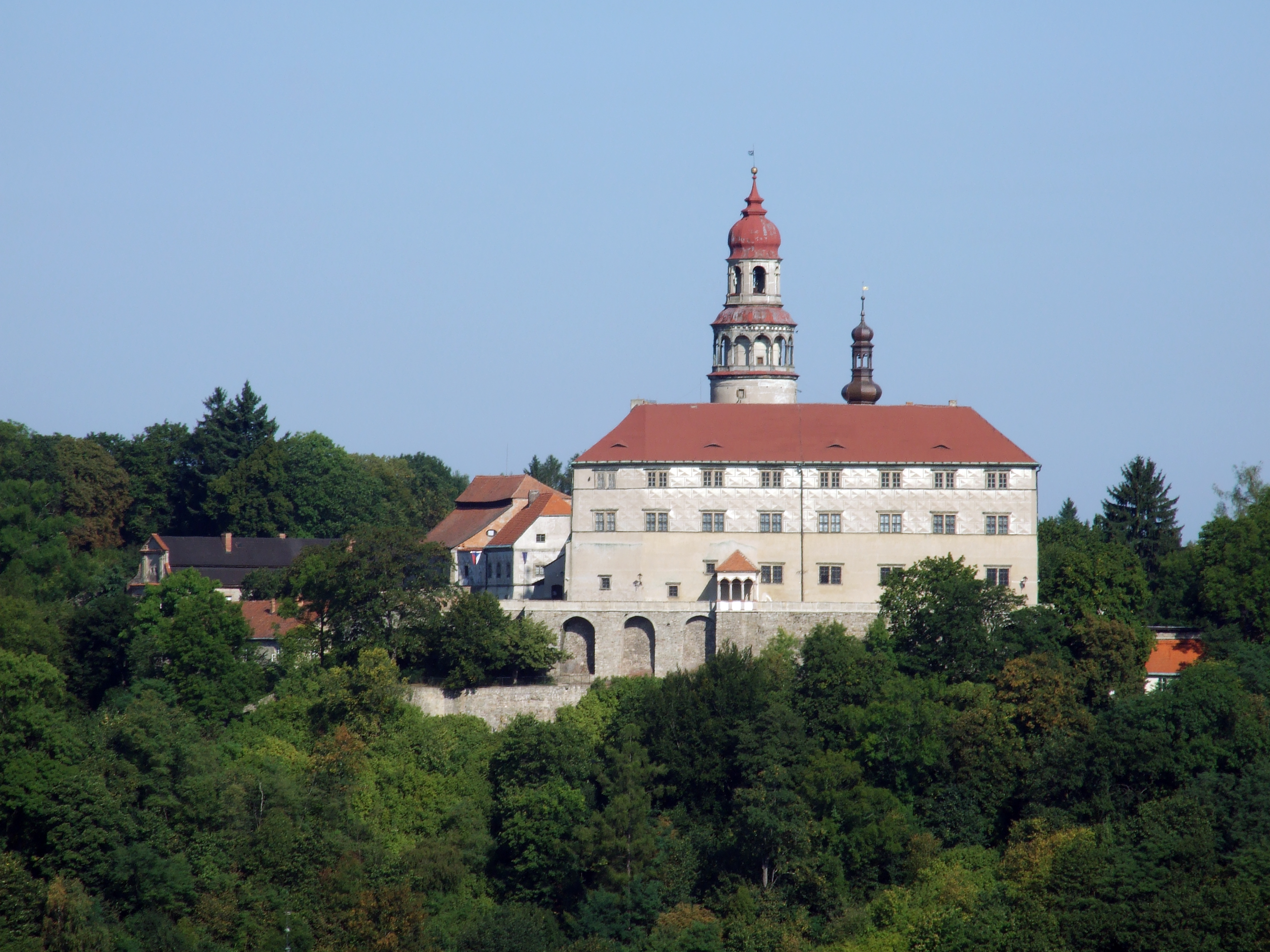
Schloss Nachod

Friedrich zu Schaumburg-Lippe, vollständiger Name Friedrich Georg Wilhelm Bruno zu Schaumburg-Lippe, tschechisch Bedřich ze Schaumburg-Lippe; (* 30. Januar 1868 in Schloss Ratiborschitz; † 12. Dezember 1945 in Sackisch, bis Kriegsende 1945 Landkreis Glatz) war ein deutscher Prinz aus dem Hause Schaumburg-Lippe und letzter Besitzer der Sekundogenitur Nachod.

## Leben
Prinz Friedrich war der Sohn des Prinzen Wilhelm zu Schaumburg-Lippe und der Prinzessin Bathildis (1837–1902), zweite Tochter des Prinzen Friedrich August von Anhalt-Dessau und dessen Frau Marie von Hessen-Kassel. 
Von 1890 bis 1891 studierte er Rechts- und Staatswissenschaften an der Eberhard Karls Universität Tübingen.
Am 5. Mai 1896 heiratete er Prinzessin Louise von Dänemark (1875–1906), Tochter von König Friedrich VIII. von Dänemark. Seine Frau Louise starb an den Folgen einer Hirnhautentzündung. Drei Jahre später heiratete Prinz Friedrich am 26. Mai 1909 Prinzessin Antoinette von Anhalt (1885–1963), Tochter des Erbprinzen Leopold von Anhalt und der Prinzessin Elisabeth von Hessen-Kassel.

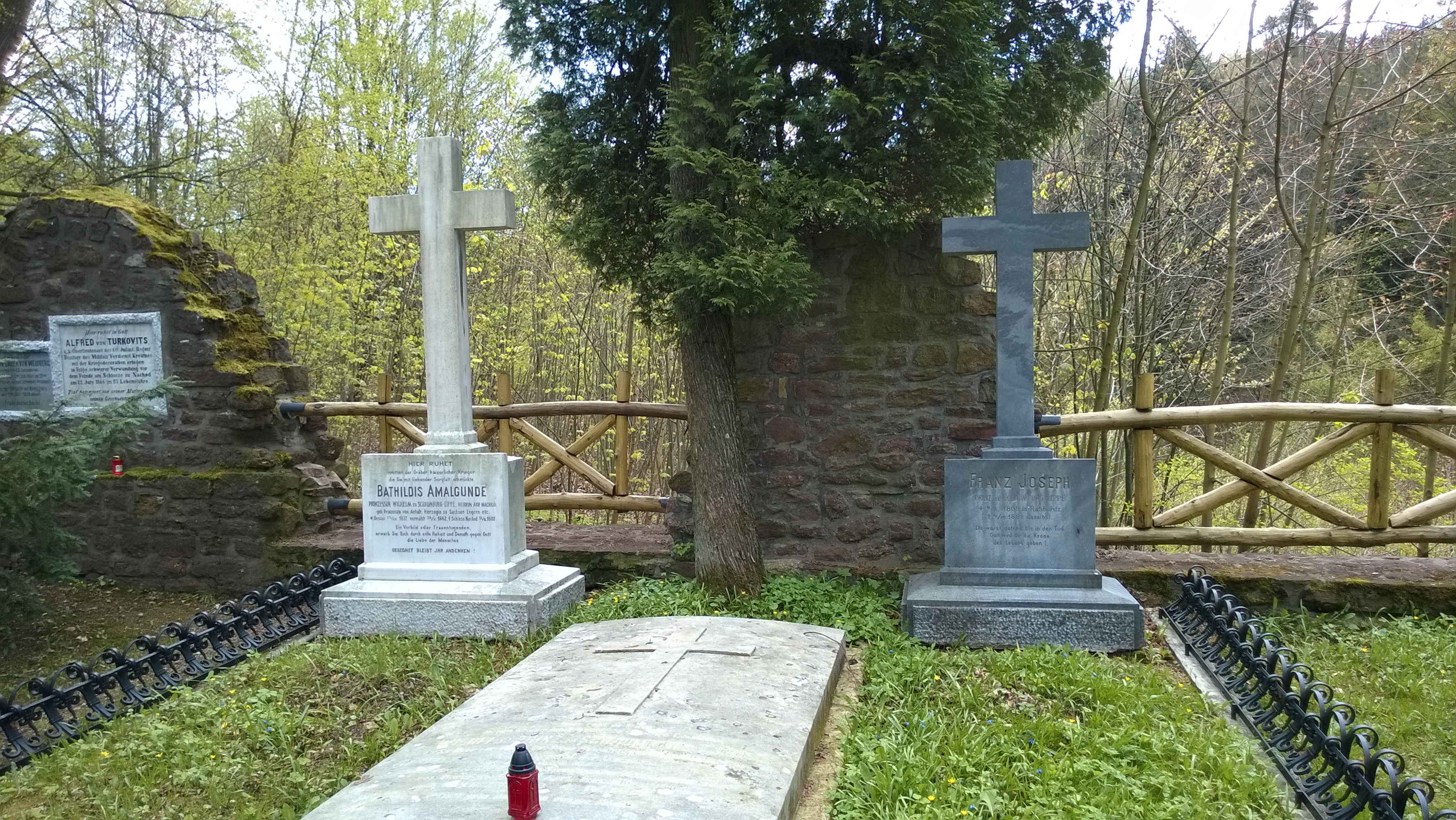
Gräber des Wilhelm zu Schaumburg-Lippe und seiner Angehörigen auf dem Friedhof am weißen Kreuz beim Schloss Náchod

Prinz Friedrich, der auf dem Schloss Náchod lebte, wurde als deutscher Staatsangehöriger nach dem Ende des Zweiten Weltkriegs am 14. Mai 1945 zusammen mit seiner Schwester Alexandra (1879–1949) mit einem Polizeiauto in das Schloss Ratibořice gebracht. Am 27. Mai 1945 wurde er über die nahe Staatsgrenze nach Sackisch im Böhmischen Winkel im Glatzer Land abgeschoben, das nach Kriegsende 1945 an Polen gefallen war. Dort verstarb er am 12. Dezember 1945 im Gasthof „Vier Linden“. Auf Bitten seiner vormaligen Nachoder Mitarbeiter wurde sein Leichnam nach Absprache zwischen den polnischen und tschechischen Behörden nach Nachod überführt und in aller Stille im Familiengrab auf dem Soldatenfriedhof (Friedhof am weißen Kreuz in Náchod) in der Nähe des Schlosses beigesetzt.

## Ehe und Nachkommen
Friedrich und Louise hatten zwei Töchter und einen Sohn:
- Marie Luise zu Schaumburg-Lippe (* 10. Februar 1897; † 1. Oktober 1938)

⚭ 1916 Friedrich Sigismund von Preußen (1891–1927)
- Christian zu Schaumburg-Lippe (* 20. Februar 1898; † 13. Juli 1974)

⚭ 1937 Feodora von Dänemark (1910–1975)
- Stephanie zu Schaumburg-Lippe (* 19. Dezember 1899; † 2. Mai 1925)

⚭ 1921 Viktor Adolf zu Bentheim und Steinfurt (1883–1961)
Friedrich und Antoinette hatten zwei Söhne:
- Leopold zu Schaumburg-Lippe (* 21. Februar 1910; † 25. Januar 2006)
- Wilhelm zu Schaumburg-Lippe (* 24. August 1912; † 4. März 1938)

## Auszeichnungen
- Dannebrogorden, Großkreuz[5]
- Elefanten-Orden
- Hausorden Albrechts des Bären, Großkreuz[6]
- Roter Adlerorden, 1. Klasse
- Hausorden der Treue[7]